# Rezolucija Vijeća sigurnosti UN-a 908
Rezolucijom Vijeća sigurnosti UN-a 908, jednoglasno usvojenom 31. ožujka 1994., nakon ponovne potvrđivanja svih rezolucija o situaciji u bivšoj Jugoslaviji, a posebice Rezolucije 871 (1993,), Vijeće je produžilo mandat Zaštitnih snaga Ujedinjenih naroda (UNPROFOR) do 30. rujna 1994. i objavila svoju namjeru povećanja broja osoblja u mirovnim snagama.
Vijeće sigurnosti pozdravilo je prekid vatre između Bosne i Hercegovine i bosanskih Hrvata i okvirne sporazume između njih. Također je bilo važno da su bosanski Srbi bili uključeni u pregovore. Pozdravljen je prekid vatre između Hrvatske i lokalnih srpskih vlasti u zaštićenim zonama Ujedinjenih naroda, kao i pregovori između Hrvatske i Srbije i Crne Gore. Pozdravljajući napredak u Sarajevu, Vijeće je primijetilo da je snažna i vidljiva nazočnost UNPROFOR-a neophodna za konsolidaciju tog napretka, iako je situacija u Maglaju i dalje neizvjesna. U tijeku su napori da se Međunarodna zračna luka Tuzla ponovno otvori u humanitarne svrhe. Također je pozdravljena misija Europske unije za utvrđivanje činjenica u Mostaru kako bi se istražili uvjeti u gradu i zajednička civilna misija u Sarajevu od strane vlada Ujedinjenog Kraljevstva i SAD-a. Tijekom cijelog procesa ponavljana je sigurnost i sloboda kretanja osoblja UNPROFOR-a.
Nakon produljenja mandata UNPROFOR-a, Vijeće je odlučilo povećati veličinu misije za do 3.500 dodatnih vojnika s revizijom do 30. travnja 1994. Plan UNPROFOR-a za ponovno otvaranje tuzlanske zračne luke u humanitarne svrhe i njegov zahtjev za dodatnom pomoći su odobreni. Odlučeno je da države članice, u suradnji s glavnim tajnikom i UNPROFOR-om, daju zračnu potporu Hrvatskoj.
Sve su strane pozvane na suradnju s UNPROFOR-om u Hrvatskoj na mjerama izgradnje povjerenja, uključujući zaštićena područja Ujedinjenih naroda, te na oživljavanje procesa Zajedničke komisije kojim bi se obnovile i riješile komunikacijske veze i gospodarska pitanja. Vijeće je od glavnog tajnika zatražilo da ga obavještava o provedbi mirovnog plana Ujedinjenih naroda za Hrvatsku i ishodu pregovora. Na temelju ovih načela, mandat UNPROFOR-a se mogao preispitati u bilo kojem trenutku. Pozdravljeno je imenovanje dužnosnika od strane glavnog tajnika za obnovu javnih usluga u Sarajevu. U skladu s Rezolucijom 900 (1994.) osnovan je dobrovoljni zakladni fond za doprinos ovom procesu.
Vijeće sigurnosti je sa zahvalnošću izrazilo korake koje su poduzeli Ujedinjeni narodi, UNPROFOR i međunarodne humanitarne organizacije za obnovu normalnog života u Bosni i Hercegovini. Sve strane su pozvane da ispune svoje obveze, a posebno strana bosanskih Hrvata da pusti infrastrukturnu opremu i materijal za humanitarnu upotrebu. Prisustvo UNPROFOR-a i humanitarne pomoći u Maglaju je pozdravljeno u promicanju dobrobiti njegovih građana, dok je izražena zabrinutost tamošnjom situacijom. Vijeće sigurnosti zahtijevalo je od bosanskih Srba da prekinu napade na grad Maglaj i ukinu njegovu blokadu. Glavni tajnik predložio je da se grad uključi u sigurna područja Ujedinjenih naroda, što je vijeće primilo na znanje.

## Vanjske poveznice
| Wikizvor | Engleski Wikizvor ima izvorni tekst na temu: United Nations Security Council Resolution 908 |

- Text of the Resolution at undocs.org